# Ил-28
Илюшин Ил-28 (натовско наименование „Beagle“ – хрътка) е съветски реактивен бомбардировач, един от първите такива самолети влезли в пълномащабно производство. Строен е и в Китай по лиценз под названието H-5.
Самолетът е бил широко използван по света. Повече от 20 държави са притежавали съветския или китайския модел. Общо са произведени между 2000 и 6000 бройки. Ил-28 е бил в експлоатация в ВВС на Румъния и КНДР през 90-те, но единствените му оператори остават КНДР и Китай (като H-5).

## Употреба
Един от първите чуждестранни купувачи на самолета е била египетската армия. Египетеските Ил-28 са били основната цел на израелските бомбардировки по време на Шестдневната война, Войната Йом Кипур и Суецката криза.
Четири Ил-28 са били използвани от нигерийските ВВС срещу република Биафра по време на гражданската война.

## Варианти
- Ил-28 – Триместен бомбардировач.
- Ил-28Д – Ядрен бомбардировач с голям обсег за съветските ВВС.
- Ил-28Р – Триместен разузнавателен самолет.
- Ил-28РЕБ – Вариант с електронни заглушители.
- Ил-28РТР – Радарен разузнавателен самолет.
- Ил-28T – Торпеден бомбардировач за съветския флот.
- Ил-28П – Граждански вариант за Аерофлот.
- Ил-28У – Тренировъчен вариант.
- Ил-28ЗА – Самолет за атмосферни изследвания.
- H-5 – Китайски вариант (бомбардировач).
- HJ-5 – Китайски тренировъчен вариант.
- H-5R или (HZ-5): Китайски фоторазузнавателен вариант (изтеглен от употреба).
- HD-5 – Китайски ЕПМ/ЕРМ вариант (изтегля се от експлоатация).
- Тестови H-5 – Китайски тестови модел за катапултна система, по-късно заменен от тестовия вариант на Шънян J-6.
- B-5 – Износно обозначение за H-5.
- B-228 – Ил-28, строен по лиценз от Avia в Чехословакия.
- CB-228 – Ил-28U, строен по лиценз от същата компания.

## Оператори
- Албания: Албания купува един Ил-28 през 1957 година и го използва до 1997.
- Алжир
- Афганистан: Купува 54 самолета през 1957 година, от които 4 тренировъчни. Единствено тренировъчните самолети са останали в употреба след 1994 и не е известно къде са сега те.
- България: От 1955 до 1974 година на въоръжение във ВВС на България са 14 Ил-28Р и един Ил-28У.[1]
- Виетнам
- ГДР
- Египет
- Индонезия: Купува 12 Ил-28 през 1961 и ги изтегля от употреба през 1970.
- Ирак
- Йемен
- Китай: Първоначално Китайските ВВС използват оригиналния Ил-28, после започва местното му производство. Днес все още има бройки в експлоатация.
- Куба: 42 Ил-28 са изпратени в Куба, но после са върнати заради карибската криза.
- Мароко
- Нигерия: Използва 4 Ил-28 (2 бивши съветски и 2 бивши египетски) за бомбардировки над Биафра по време на гражданската война в края на 60-те години. Те вече не са в експлоатация.
- Полша
- Румъния: Последните бройки са изведени от употреба през юни 2001.
- Северен Виетнам
- Северна Корея: 80 бройки в експлоатация.
- Сирия
- Сомалия
- СССР: Повече от 1500 са били в употреба през 50-те години. Последните бройки са изтеглени в средата на 80-те.
- Унгария
- Финландия: Купува 4 самолета през 60-те и ги изтегля от употреба през 80-те години.
- Чехословакия
- Южен Йемен